# Підгірський заказник
Підгірський заказник — ентомологічний заказник місцевого значення. Об'єкт розташований у Золотоніському районі Черкаської області, село Крутьки.
Площа — 20 га, статус отриманий у 1983 році.